# Georges-François Leclerc
Pour les articles homonymes, voir Leclerc.
 (février 2024).
Si vous disposez d'ouvrages ou d'articles de référence ou si vous connaissez des sites web de qualité traitant du thème abordé ici, merci de compléter l'article en donnant les références utiles à sa vérifiabilité et en les liant à la section « Notes et références ».
Georges-François Leclerc né le 26 octobre 1966 à Suresnes (Hauts-de-Seine) est un haut fonctionnaire français.
Il a notamment été préfet de l’Aube, de la Haute-Savoie, des Alpes-Maritimes, de la Seine-Saint-Denis puis du Nord , avant d'être, du 17 janvier 2024 au 21 Septembre 2024, le directeur du cabinet de Catherine Vautrin, ministre du Travail, de la Santé et des Solidarités.
Depuis janvier 2025, il est le préfet de la région Provence-Alpes-Côte d’Azur.

## Biographie
Georges-François Leclerc est né le 26 octobre 1966 à Suresnes. 

### Formation
Georges-François Leclerc est diplômé de l'Institut d'études politiques de Paris (section Service public, promotion 1988) et ancien élève de l'École nationale d'administration (promotion Léon-Gambetta, 1991-1993). Il a fait son service national comme officier dans l’Arme blindée cavalerie ; il est titulaire du brevet d’alpinisme militaire.

### Carrière
À sa sortie de l'ENA, il est affecté comme administrateur civil au ministère de l'Économie et des Finances.
Il a été maître de conférences en macroéconomie à Sciences Po Paris de 1993 à 1997.[réf. nécessaire] . Il a travaillé, dans les années 1990 avec les équipes de Philippe Séguin.[réf. nécessaire]
En 1997, il quitte le ministère de l’Économie et des Finances pour celui de l’Intérieur.[réf. nécessaire] Il y occupe deux postes de sous-préfet ( sous-préfet chargé de mission auprès du préfet des Yvelines[réf. nécessaire], puis sous-préfet de l'arrondissement de Segré de 1999 à 2002).
Il prend après des responsabilités en cabinet ministériel, sous la présidence de Jacques Chirac, au cabinet de Roselyne Bachelot, ministre de l’Écologie, puis comme conseiller technique de Jean-Louis Borloo au ministère de l’Emploi entre 2004 et 2005 et chargé de mission au cabinet de Catherine Vautrin. En 2020, il conteste au Conseil départemental l'opportunité de formuler un vœu relatif à l'organisation de la police nationale. En avril 2025, la Préfecture est définitivement déboutée par le Conseil d’État.
Il a également occupé d'autres postes au ministère de l'Intérieur : sous-directeur de l’administration et de la logistique à la direction de la défense et de la sécurité civiles et sous-directeur de l’administration générale et des finances à la direction générale de la police nationale, entre 2005 et 2007.
Directeur de cabinet de la ministre de la Santé, il contribue à l’élaboration et l’adoption de la loi portant réforme de l'hôpital et relative aux patients, à la santé et aux territoires (HSPT), portée par Roselyne Bachelot, qui crée les agences régionales de santé et réforme l’hôpital public ainsi que la médecine de ville. Il initie en 2009 une réforme de la prise en charge de l’autisme permettant de mieux reconnaître les techniques comportementalistes. Critiqué pour sa gestion de l’épidémie de grippe de 2009, il quitte le ministère de la Santé pour être nommé préfet de l'Aube (2010-2011), puis directeur-adjoint du cabinet du ministre de l’Intérieur Claude Guéant ; il est ensuite préfet du Gard pendant quelques jours en 2012 puis de la Haute-Savoie (2012-2016) et des Alpes-Maritimes (2016-2019).
En 2013, alors qu'il accompagnait des policiers de la brigade anti-criminalité de Thonon-les-Bains en patrouille et qu'un contrôle d'un trafiquant présumé dégénéra, les policiers et lui furent pris à partie par une dizaine de délinquants, l'un des agresseurs utilisant du gaz lacrymogène qui atteignit le préfet,.
En Haute-Savoie, pendant plus de quatre ans, il défendra l’industrie du décolletage de la vallée de l’Arve et la spécificité de la montagne.[réf. nécessaire][Comment ?]
Il a aussi pris des positions rigoureuses contre certains maires et promoteurs pour défendre le respect de la loi littoral au bord du lac d'Annecy et du Léman.[réf. nécessaire]
Il est nommé préfet des Alpes-Maritimes fin 2016, après l’attentat de Nice. Son mandat sera marqué par la gestion des conséquences de l’attentat du 14 juillet 2016, et notamment l’attention aux victimes de celui-ci, et par la fusillade du lycée Tocqueville de Grasse, en mars 2017.[réf. nécessaire] Au moment de son départ, il est publiquement injurié par Olivier Bettati à la suite d’un contrôle de légalité opéré par le préfet sur un acte d’urbanisme le concernant.
En 2017, il est condamné deux fois par le tribunal administratif de Nice pour violation du droit d’asile.
D'avril 2019 à juillet 2021, il est préfet de la Seine-Saint-Denis,,.
Pendant le confinement (mars-avril 2020) lié à la pandémie de Covid-19, il alerte le gouvernement sur le risque d’émeute de la faim dans le département. Sa note d’alerte fuite dans le Canard enchaîné. A la fin du premier confinement, il décide s’ouvrir par anticipation le parc Georges-Valbon, pour permettre aux habitants de son département de se promener.
En octobre 2020, sur instruction du ministre de l’Intérieur, Gérald Darmanin, dont il est réputé proche, il ferme la mosquée de Pantin dont le recteur avait diffusé un message menaçant Samuel Paty.[réf. nécessaire] Contesté devant le tribunal administratif de Montreuil, il défend en personne son arrêté de fermeture et emporte l’adhésion du tribunal.[réf. nécessaire]
Le 12 mars 2021, il retire à l'association construisant une mosquée à Noisy-le-Grand l'agrément de son caractère cultuel au motif de deux publications sur les réseaux sociaux critiquant une perquisition menée au domicile du dirigeant de l'association Barakacity les 15 et 16 octobre 2020, à la veille de l'assassinat de Samuel Paty. Si le tribunal administratif de Montreuil avait déboutée le 30 juin 2021 l'association de son recours, puis de même pour la cour administrative d’appel par un arrêt du 16 novembre 2023, le Conseil d’État lui donne raison par une décision du 18 avril 2025 estimant que « les propos tenus sur Facebook par son président « n’appelaient pas (…), en dépit de leur caractère polémique, à commettre des crimes ou délits » et « qu’ils ne faisaient aucune allusion aux agissements de l’association Barakacity (…) et qu’ils ne pouvaient pas davantage être regardés, même dans le contexte de l’époque, comme apportant directement ou indirectement une caution à cette association, à son président, ou à leurs agissements ». L'édifice est en cours de construction.
Le 30 juin 2021, il est nommé préfet de la région Hauts-de-France, préfet de la zone de défense et de sécurité Nord, préfet du Nord (hors classe), à compter du 19 juillet 2021, succédant à Michel Lalande.
À Lille, il engage une action vigoureuse de lutte contre l’habitat insalubre dans certaines villes du Nord ( Maubeuge, Fourmies, Denain).[réf. nécessaire] En revanche, il ne parvient pas à relancer la dynamique de construction du logement social dans la Métropole européenne de Lille. Son séjour à Lille est marqué par une forte coopération avec le monde agricole qui permet de ralentir, sur toute la région Hauts de France, la diminution de la surface agricole utile.[réf. nécessaire]
A la demande du président de la République, Emmanuel Macron, il relance les opérations urbaines de rénovation des corons miniers du Pas de Calais et du Nord.[réf. nécessaire]
Il négocie avec le président de région, Xavier Bertrand, un projet de contrat de plan transports qui permet de relancer le projet de « RER » entre le Bassin minier et Lille, et qui prévoit des avancées décisives dans le passage à 4 voies de la RN 2, entre Paris et Maubeuge.[réf. nécessaire]
Le 13 mai 2022, il engage une procédure d'éloignement à l'encontre du Marocain Hassan Iquioussen, prédicateur réputé proche des Frères Musulmans.[réf. nécessaire]
En 2022 et 2023, il coordonne l’action des forces de l’ordre et obtient en 2023 une baisse importante des passages de migrants vers la Grande-Bretagne.[réf. nécessaire]
Le 7 décembre 2023, il retire au lycée Averroès, établissement musulman son contrat d’association avec l’État, après une intense campagne médiatique des représentants du lycée et une réunion très tendue de la commission chargée de l’instruction du retrait. Si le tribunal administratif de Lille avait d'abord rejeté les recours en référé, il rend un jugement sur le fond le 23 avril 2025 qui annule la décision de la préfecture du Nord,.
Le 17 janvier 2024, il est mis fin, à sa demande, à ses fonctions de préfet de la région Hauts-de-France, préfet de la zone de défense et de sécurité Nord, préfet du Nord, et il est nommé directeur du cabinet de Catherine Vautrin, ministre du Travail, de la Santé et des Solidarités. Il occupe le poste jusqu'en septembre 2024.
En janvier 2025, il est nommé préfet de la région Provence-Alpes-Côte d’Azur et remplace Christophe Mirmand.

## Controverses
Nommé préfet des Alpes-Maritimes en novembre 2016, sa gestion de la frontière franco-italienne est critiquée par certaines associations (comme l'ONG Oxfam dans un rapport publié le 15 juin 2018).
Il est préfet de ce département lorsqu'à l'occasion de l'acte 19 du mouvement des Gilets jaunes le 23 mars 2019, la veille de la visite à Nice du dirigeant chinois XI Jiping, une retraitée militante d'Attac, âgée de 73 ans, est sévèrement blessée par un policier à Nice.
En 2020, il donne la médaille d’honneur pour acte de courage et de dévouement à Sarah Knafo pour son rôle en tant que "haut fonctionnaire en renfort Covid-19",.